# Route départementale 83 (Essonne)
Pour les articles homonymes, voir Route départementale 83.
La route départementale 83 est une route départementale située dans le département français de l'Essonne et dont l'importance est aujourd'hui restreinte à la circulation routière locale. Elle assure le trajet essonnien de l'axe routier entre La Ferté-Alais et Melun.

## Itinéraire
La route départementale 83 est le principal axe routier reliant La Ferté-Alais dans la vallée de l'Essonne à Melun dans la vallée de la Seine et l'autoroute A6 par la vallée de l'École. 
- Baulne : elle démarre son trajet à l'intersection avec la route départementale 191 en prenant l'appellation de Route de Corbeil puis Rue de la Gare à son approche de la gare de La Ferté-Alais.
- La Ferté-Alais : elle devient l' Avenue du Général Leclerc puis traverse la Place Carnot pour devenir la Rue de l'Hôtel de ville ; elle passe devant la mairie et devient la Rue Saint-Firmin, puis la Rue Prosper Galerne et traverse par un pont la ligne Villeneuve-Saint-Georges - Montargis utilisée par la ligne D du RER d'Île-de-France. À l'intersection avec la route départementale 105, elle devient la Rue Edmond Rostand jusqu'à sa sortie de l'agglomération où elle devient la Route de Melun.
- Videlles : elle entre à l'extrême ouest du territoire en perdant sa dénomination, traverse le lieu-dit Retolut puis croise la route départementale 153 et la route départementale 90 pour sortir à l'extrême est.
- Dannemois : elle passe à l'extrême nord-ouest de la commune et marque la frontière avec sa voisine.
- Soisy-sur-École : elle entre par le sud-ouest sans appellation et croise la route départementale 948 ; à son entrée dans le bourg, elle devient la Rue de La Ferté-Alais puis croise la route départementale 141 et devient la Grande Rue. À la Place de la Mairie, elle devient la Rue de la Croix Bussière puis la Rue de Melun jusqu'à sa sortie du territoire communal et départemental. Elle est prolongée dans le département de Seine-et-Marne par la route départementale 24 à Saint-Germain-sur-École où elle rencontre la route départementale 11.

## Pour approfondir